# 해바라기 학생 운동
태양화 학생운동(太陽花 學生運動)은 일명 318학생운동, 태양화 운동, 국회점령 사건 등으로 불리며, 2014년 3월 18일부터 4월 10일까지 중화민국의 대학생과 사회운동세력이 중화민국 입법원에서 점거농성한 중화민국의 학생·사회운동사건이다.

## 경과
3월17일 오후 내정원 의원회의 회의중 중국 국민당 입법위원 장칭충(張慶忠)이 30초 만에 "양안서비스무역협정(海峽兩岸服務貿易協議, CSSTA)"을 선언하여, 대학생들과 대학원생, 사회인사들을 중심으로 일어난 반대 시위로 18일 6시, 국회 밖에서 "민주주의 수호의 밤" 집회를 열고, 졸속처리한 양안서비스무역협정에 대해 항의 활동을 벌였다.
이후 400여명의 학생들이 경찰의 경비가 느슨해진 틈을 타, 국회내로 진입하여 국회를 점령, 항의 의사표시를 내기 시작했으며, 이날 21시에는 경찰 측이 국회를 포위, 돌연 국회의 모든 문을 잠그는 사태가 발생하였다.
26시간동안 학생위주의 1만 명의 민중들은 국회 외부에서 이들 시위학생들을 지지하는 집회를 가졌다. 국회를 점령한 주요 주도자들은 황궈창(黃國昌)등의 "헤이써다오 궈칭년연선- 암흑섬나라의 청년전선(黑色島國青年陣線, 간칭 黑島青)"의 구성원들과, 국립대만대학 정치대학원의 린페이판(林飛帆), 국립청화대학 사회대학원의 陳為廷, 魏揚, 그리고 세신대학 사회발전대학원의 陳廷豪등이 있다. 외부의 지지군중은 반 날치기 서비스법 민주전선反黑箱服貿民主陣線, 공민1985행동연맹公民1985行動聯盟 및 각종 사회운동단체와 시민들로 구성되어 있었다. 정당부분에 있어서는 민주진보당 대변인이 태양화 운동에 대하여 전력을 다하여 협조할 것을 약속하였다.
국회를 점령한 이후, 내정부 경찰서는 경찰병력을 긴급하게 국회로 투입하였다. 항의하는 학생들이 지속해서 입법위원의 좌석을 이용 문을 막고 경찰이 들어오는 것을 막자, 경찰은 회의장내의 인터넷을 끊고, 전기를 끝었으며 화장실을 점거하고 에어컨을 끄는 등 국회내에서 학생들을 내쫓고자 하였으나 결국 실패하였다. 이 점령 기간 동안 양측의 충돌로 부상자가 나왔는데 이후 대치상태가 지속되고 기자들과 다른 인사들이 다른 방법으로 국회에 진입하여 언론에 보도된 이후부터는 화장실 사용 및 국회내 전기 사용이 가능하게 되었다.
3월 23일 저녁 7시에는, 다른 시위대들이 부근의 행정원까지 점거하기 위해 나섰으나 24일 전경들에 의하여 강제 진압되었다.(이를 323행정원 점령 사건이라고 한다.)
이후, "양안서비스무역협정(海峽兩岸服務貿易協議, CSSTA)"에 항의하는 전국의 대만국민들은 3월30일 타이베이시 대로에서 퍼레이드를 벌였으며 약 10만명의 검은 옷을 입은 것으로 이 법안에 대한 반대의사와 국회안 학생들에 대한 지지표시를 하였다.
4월6일, 국회의장 왕진핑(王金平)이 직접 국회로 가서 학생들을 만났으며, 양안협의감동조례 초안이 완성되어 입법되기 전에는 "양안서비스무역협정(海峽兩岸服務貿易協議, CSSTA)"과 관련된 각 협의 단체와 협의를 진행하지 않겠다고 약속하였다. 이러한 합의 이후, 국회를 점령한 항의자들은 7일 저녁 10일 저녁 6시에 국회를 정리하고 나갈 것을 선언하였다.

## 기타
이 사건은 중화민국(대만)의 역사상 처음있는 국회점령 사건이며, 주류 언론의 보도외에 항의학생들과 장외의 지지자들은 인터넷의 각종 매체들을 이용하여 현장을 실시간으로 알렸다. 또한 이 사회운동은 1990년대 야백합운동(野百合學運)이후의 가장 큰 학생운동이었다.
더불어 이 사회운동의 주역세력들은 2015년 1월 25일 진보인사들이 규합하여 만든 시대역량에 참여하였으며, 2015년 9월 13일 황궈창은 이 당의 주석으로 선출되었다.

## 같이 보기
- 양안 관계
- 우산 운동